# 松原市 (中華人民共和国)
松原市（しょうげん-し）は、中華人民共和国吉林省中北部に位置する地級市。吉林省第四の都市である。

## 地理気候
松原市は松花江上流の松江と嫩江の間の松嫩平原上、両河川とハルビン市の中間に位置する。2001年に中央電視台が孫中山の記念番組を作った時、早くも建市の70年前に孫中山はすでにこの一帯を中国東北部の中心地帯とみて、東鎮市の建設を計画して地域の発展を促そうとしたが、その夢は実現しなかった。後に都市の建設中に多くの遼金時代の遺跡が発見され、早くも一千年前にこのあたりが経済の中心となっていたことが証明された。
松原市は東経123度6分から126度11分、北緯43度59部から45度32分の間、吉林省中西部に位置し、南は長春、四平市、西は白城市、内蒙古の通遼市（旧称：ジェリム盟）、北は松花江を隔てて黒竜江省と接する。 中温帯大陸性モンスーン気候に属し、春季は乾燥して雨が少なく、割と早く暖かくなる。夏は暑く、降水が集中する。秋はさわやかで、気温が変わりやすく、天気は晴れている。冬は長くて、降雪が少なくて寒く乾燥している。年平均気温は4.5℃、降霜が観測されないのは135から140日程度。査干湖、塔虎城、大布蘇湖、狼牙壩などがあり秋季が観光シーズンとされる。

## 歴史
前漢から北魏までの時代は夫余の土地であり、その後渤海、遼、金の支配を受けた
清代になると1682年（康熙21年）にベドゥネ・ギャムン（bedune giyamun、伯都訥站）が設置され、チチガル城（cicigar hoton、チチハル市）との連絡路の要衝とされた。1693年（康熙32年）にはベドゥネ站の南20里にベドゥネ新城（bedune ice hoton、伯都訥新城、現在の扶余市）が築城され、清朝の辺外七大軍事拠点と称されるようになった。1811年（嘉慶16年）にはベドゥネ庁（bedune tinggin、伯都訥庁）が設置され、1906年（光緒32年）には新城府へ昇格している。
中華民国が成立すると1913年に新城県が設置される。しかし山東省に同名の新城県が存在したことから、名称の重複を回避するために1914年に扶余県に改称された。1987年10月に県級市に昇格、扶余市に改編された。1992年に白城地区から分離され地級市としての松原市が設置される際、扶余市は扶余区に改編されている。

## 行政区画
1市轄区・1県級市・2県・1自治県を管轄する。
- 市轄区：寧江区
- 県級市：扶余市
- 県：乾安県・長嶺県
- 自治県：前ゴルロス（郭爾羅斯）モンゴル族自治県

| 松原市の地図                                              |
| --------------------------------------------------------- |
| 寧江区 前ゴルロス · モンゴル族自治県 長嶺県 乾安県 扶余市 |

### 年表
この節の出典
- 1992年6月6日 - 白城地区扶余市が地級市の松原市に昇格。扶余区を設置。(1区2県1自治県)
  - 白城地区前ゴルロス・モンゴル族自治県・長嶺県・乾安県を編入。
  - 前ゴルロス・モンゴル族自治県の一部が扶余区に編入。
- 1995年7月20日 (1区3県1自治県)
  - 扶余区の一部が分立し、扶余県が発足。
  - 扶余区が寧江区に改称。
- 2007年4月2日 - 扶余県の一部が寧江区に編入。(1区3県1自治県)
- 2008年7月16日 (1区3県1自治県)
  - 前ゴルロス・モンゴル族自治県の一部(吉拉吐郷・王府站鎮・達里巴郷の各一部)が寧江区に編入。
  - 寧江区の一部(興原郷の一部)が前ゴルロス・モンゴル族自治県に編入。
- 2013年1月24日 - 扶余県が市制施行し、扶余市となる。(1区1市2県1自治県)

## 資源
- 鉱産資源には石油、砂礫、石英砂、珪砂、耐火土、硝石など。
- 薬草には防風、黄耆、柴胡、知母など百余種。
- 野生動物にはウサギ、キジ、アカギツネ、アジアアナグマ、イタチ類、チュウゴクアカガエル等。
- 農産物は落花生、ニンニク、小豆、アシ、タンポポ、地楡など。

## 交通

### 航空
- 松原査干湖空港（中国語版）

### 鉄道

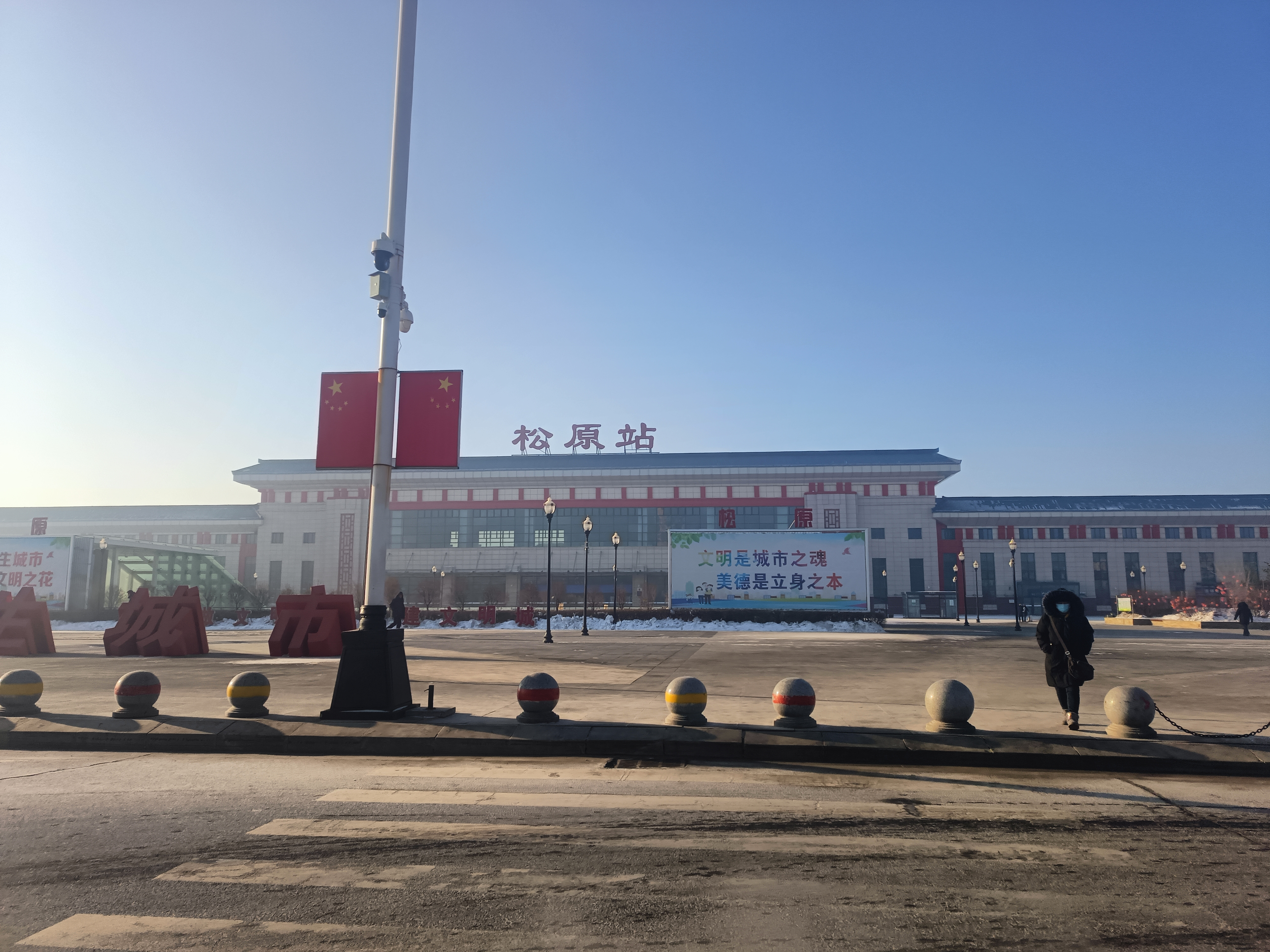
長白線と松陶線が接続する松原駅

- 中国国家鉄路集団
  - 哈大旅客専用線
  - 京哈線
  - 通譲線
  - 平斉線
  - 長白線（中国語版）
  - 松陶線（中国語版）

### 道路
- 高速道路
  -  京哈高速道路
  -  琿烏高速道路
  -  大広高速道路
  -  鉄科高速道路（中国語版）
  -  双嫩高速道路（中国語版）
  - 長太高速道路
- 国道
  -  G102国道
  -  G203国道（中国語版）
  -  G231国道（中国語版）
  -  G232国道（中国語版）
  -  G302国道
  -  G334国道（中国語版）
  -  G503国道（中国語版）